# Gibbomodiola
Gibbomodiola is een geslacht van tweekleppigen uit de familie van de Mytilidae.

## Soorten
- Gibbomodiola adriatica (Lamarck, 1819)
- Gibbomodiola albicosta (Lamarck, 1819)
- Gibbomodiola biradiata (Hanley, 1843)
- Gibbomodiola taurarcuata Sacco, 1898 †